# Амбар у Дечу
Амбар у Дечу jесте грађевина и споменик културе у Дечу, општина Пећинци. Налази се у Улици Ашањскаој 77 и у приватној својини. Проглашен је за споменик културе Србије 1999. године.

## Опште информације
Амбар под кровом садржи шупу и котобању, позициониране у дворишту дужом страном паралелно са улицом.
Чеона страна са забатом састоји се од старог амбара и успешно је уклопљена у нову грађевину. Она изгледа декоративно и садржи урезану годину настанка (1897) као и именима мајстора градитеља: Деврња Павле, Новковић Гојко и Гужвица Влајко.